# Circunscrições eclesiásticas católicas da Polônia

Mapa das divisões eclesiásticas da Polônia (em polaco)

As circunscrições eclesiásticas da Igreja Católica na Polônia compreendem 14 províncias eclesiásticas e um Ordinariado militar. As províncias são subdivididas em 14 arquidioceses e 27 dioceses. A seguir são listadas as circunscrições, divididas por província eclesiástica.

## Conferência Episcopal da Polônia

### Província Eclesiástica de Białystok
- Arquidiocese de Białystok
- Diocese de Drohiczyn
- Diocese de Łomża

### Província eclesiástica de Breslávia
- Arquidiocese de Breslávia
- Diocese de Legnica
- Diocese de Świdnica

### Província eclesiástica de Cracóvia
- Arquidiocese de Cracóvia
- Diocese de Bielsko–Żywiec
- Diocese de Kielce
- Diocese de Tarnów

### Província eclesiástica de Częstochowa
- Arquidiocese de Częstochowa
- Diocese de Radom
- Diocese de Sosnowiec

### Província eclesiástica de Estetino-Kamień
- Arquidiocese de Estetino-Kamień
- Diocese de Koszalin-Kołobrzeg
- Diocese de Zielona Góra-Gorzów

### Província eclesiástica de Gdańsk
- Arquidiocese de Gdańsk
- Diocese de Pelplin
- Diocese de Toruń

### Província eclesiástica de Gniezno
- Arquidiocese de Gniezno
- Diocese de Bydgoszcz
- Diocese de Włocławek

### Província eclesiástica de Katowice
- Arquidiocese de Katowice
- Diocese de Gliwice
- Diocese de Opole

### Província eclesiástica de Łódź
- Arquidiocese de Łódź
- Diocese de Łowicz

### Província eclesiástica de Lublin
- Arquidiocese de Lublin
- Diocese de Sandomierz
- Diocese de Siedlce

### Província eclesiástica de Pozna
- Arquidiocese de Poznań
- Diocese de Kalisz

### Província eclesiástica de Przemyśl
- Arquidiocese de Przemyśl
- Diocese de Rzeszów
- Diocese de Zamość-Lubaczów

### Província eclesiástica de Vármia
- Arquidiocese de Vármia
- Diocese de Elbląg
- Diocese de Ełk

### Província eclesiástica de Varsóvia
- Arquidiocese de Varsóvia
- Diocese de Płock
- Diocese de Warszawa-Praga

### Ordinariado militar
- Ordinariado militar da Polônia